# 개성공단기업협회
개성공단기업협회(開城工團企業協會)는 한반도 남북경제협력의 일환인 개성공단에 입주한 기업들의 협력과 발전을 위하여 설립된 사단법인이다. 개성공단에는 총 123개의 남한기업이 입주해 있으며 북한 노동자 5만3397명과 남한 인력 780명이 개성공단에서 일하고 있다. 서울특별시 중구 무교로 32 (무교동 1번지) 효령빌딩 605호에 위치하고 있다.

## 관련 법률
- 개성공업지구 지원에 관한 법률

## 연혁
- 2004년 6월 23일 제1차 개성공업지구 기업책임자회의 개최 및 임시임원 선출
- 2006년 11월 23일 기업책임자회의 조직·운영에 관한 준칙 제정
- 2006년 5월 11일 초대 김기문 회장 취임 (로만손 대표)
- 2006년 6월 22일 사단법인 개성공단기업협의회 등기 설립
- 2007년 1월 25일 사단법인 개성공단기업협의회 창립대회
- 2007년 4월 27일 개성공업지구 지원에 관한 법률안 국회 통과 (2007년 8월 시행)
- 2008년 5월 11일 제2대 문창섭 회장 취임 (삼덕통상 대표)
- 2009년 5월 11일 제3대 김학권 회장 취임 (재영솔루텍 대표)
- 2009년 5월 13일 사단법인 개성공단기업협회로 명칭 변경
- 2010년 5월 11일 제4대 배해동 회장 취임 (태성산업 대표)[6]
- 2012년 3월 30일 제5대 한재권 회장 취임 (서도산업 대표)

## 조직

### 부회장단
- 인사/기획분과위원
- 노무분과위원
- 재무분과위원
- 법무분과위원

#### 사무국 (사무국장은 상근임원인 상무가 겸임)
- 기획팀
- 홍보/행사지원팀
- 회원관리/조사통계팀
- 행정지원팀

## 같이 보기
- 개성공업지구지원재단
- 중소기업중앙회